# Хрещатик (банк)
Хрещатик — колишній український банк, заснований у 1993 році, ліквідований у 2016. Мав головний офіс у м. Київ. Був представлений у всіх регіонах України. Станом на 1 січня 2016 року загальні активи банку становили більше 9 млрд гривень, за їх розмірами він входив в двадцятку найбільших банків в Україні. У 2014 році банк зазнав збитків на суму 141 млн гривень.
Банк Хрещатик був одним з учасників соціального проекту Київської міської ради під назвою «Картка киянина».
2 червня 2016 року за пропозицією Фонду гарантування вкладів фізичних осіб НБУ ухвалив рішення відкликати банківську ліцензію у ПАТ КБ «Хрещатик» та ліквідувати його.

## Структура власності
Станом на 15 липня 2015 року структура власності банку була наступною:
| Найменування власника                                  | Сукупна власність |
| Київська міська рада                                   | 24,93 %           |
| Солдатенко Микола (Громадянин Австрії)                 | 24,24 %           |
| Інші 43 фізичні особи (кожен з часткою не більше 10 %) | 50,83 %           |

## Тимчасова адміністрація
5 квітня 2016 року Національний банк України визнав банк «Хрещатик» неплатоспроможним. У банку на термін 1 місяць запроваджена тимчасова адміністрація. Якщо в зазначений термін не буде знайдений інвестор, банк можуть ліквідувати. 2 червня 2016 року за пропозицією Фонду гарантування вкладів фізичних осіб НБУ ухвалив рішення відкликати банківську ліцензію у ПАТ КБ «Хрещатик» та ліквідувати його.

### Картка Киянина
У зв'язку з цим «Картка киянина» втрачає свою платіжну функцію, для відновлення якої можна звернутися до відділення «Ощадбанку» із запитом щодо перевипуску картки. Перевипуск таких карток в «Ощадбанку» буде безкоштовним до кінця квітня 2016 р.

### Картка Чернівчанина
Власники «Картки чернівчанина» зможуть користуватися передбаченими нею пільгами до відмови банку «Хрещатик» від участі у проекті. За бажанням власники таких карток зможуть зробити запит щодо перевипуску таких карток у відділеннях «Ощадбанку» за півмісяця від початку введення тимчасової адміністрації в банк «Хрещатик».

### Депозити фізичних осіб
Власникам депозитів у банку на суму до 200 тис. грн. Фонд гарантування вкладів обіцяє відшкодування коштів у повному обсязі.

### Пенсійні виплати
Пенсіонери, які отримували пенсійні виплату у банку «Хрещатик» і мали отримувати пенсії з 5 по 25 квітня, з 8 квітня 2016 року зможуть отримувати їх у відділеннях «Укрпошти» за місцем проживання.
Пенсії за 4 квітня 2016 р. вже перераховані Пенсійним фондом на рахунки банку «Хрещатик», які є заблоковані. Станом на 7 квітня 2016 р. Пенсійний фонд не оприлюднив офіційну позицію щодо долі цих виплат.

### Розслідування
Заступник голови Національного банку України Катерина Рожкова пообіцяла провести розслідування причин та обставин події.
Власне розслідування в рамках тимчасової слідчої комісії ініціюють позафракційні народні депутати України від партії ВО «Свобода», на думку яких подію супроводжувало чимало підозрілих фактів, що викликають обґрунтовані сумніви в законності.